# 體育公園前站

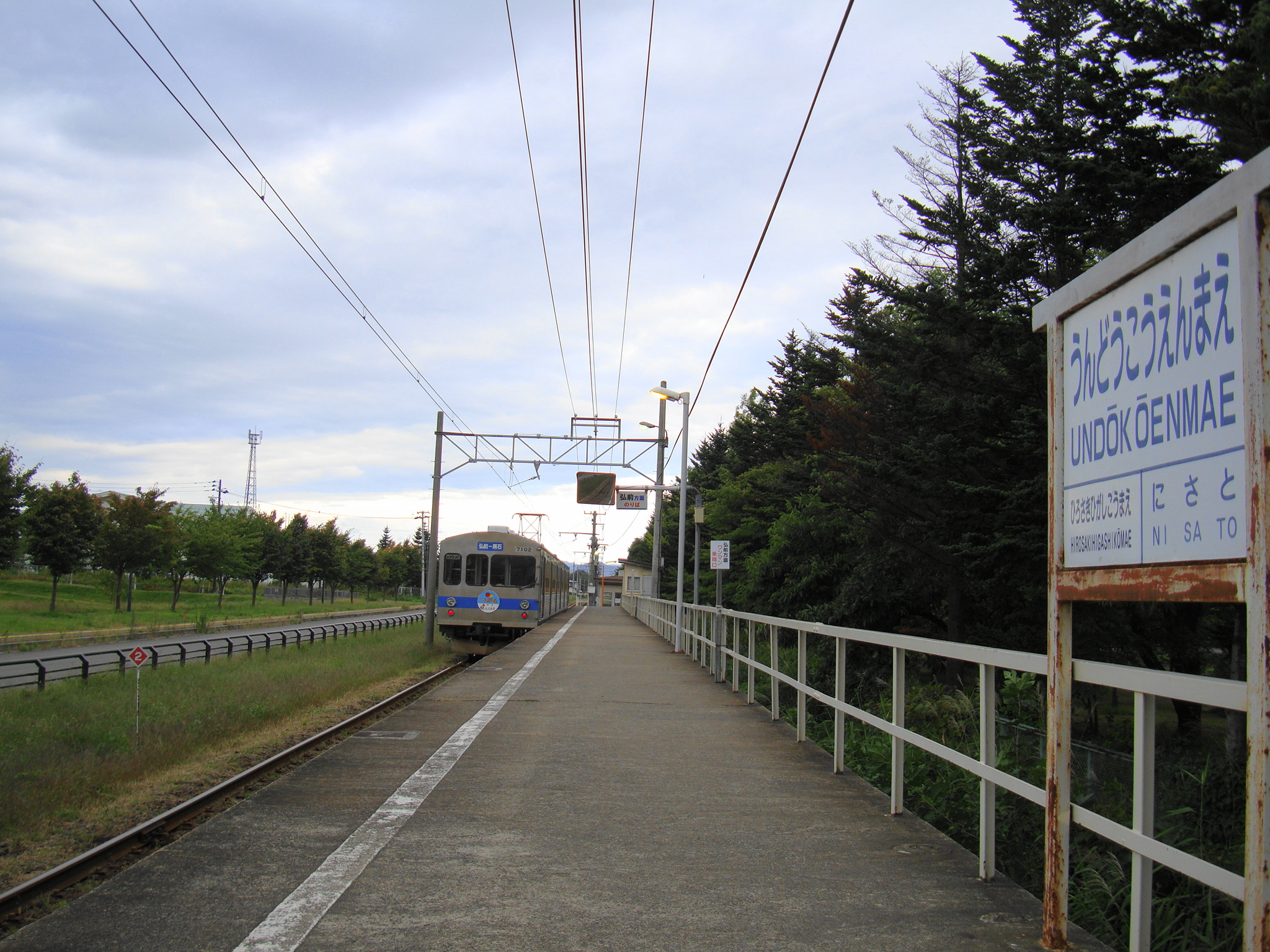
月台

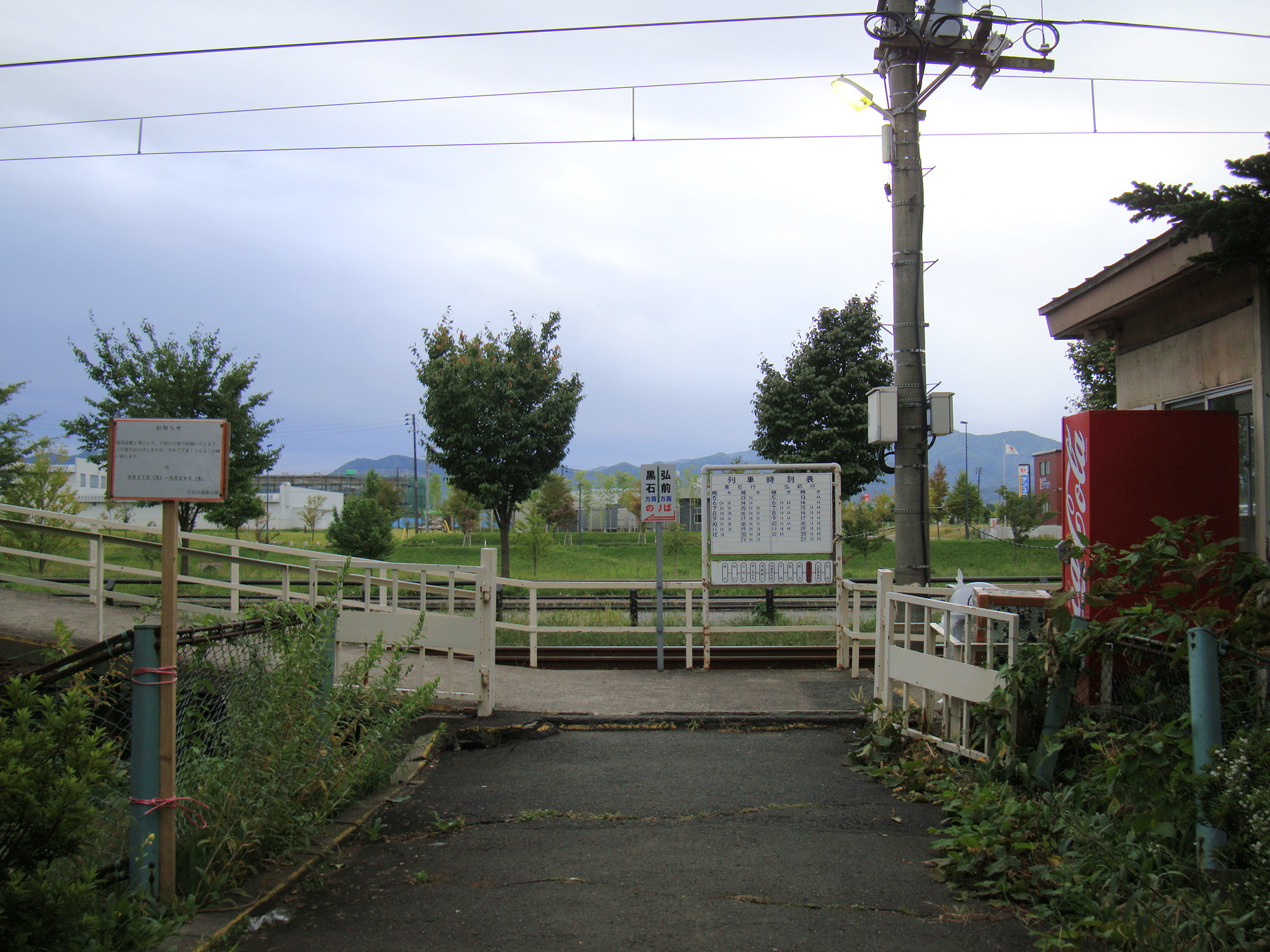
運動公園一方出入口

體育公園前站（日语：／ Undo-koen Mae eki */?）是位於青森縣弘前市大字豐田2丁目4番91號，弘南鐵道的弘南線車站。
曾經此站會在冬季暫停營業，隨著周邊進行開發，此站變為全年營業。
過往本站的英文站名，一直是採用平假名對應的羅馬式拼音寫法，即「Undōkōenmae」，但自2023年2月起，弘南鐵道為沿線的車站站牌更新，其英文站名被換成以意譯，即「Sports Park」命名，亦加入了中文及韓文站名，當中中文站名採用了「體育公園前」，而非直接沿用原來的漢字表述，官方網頁亦於同年6月作出更新。

## 車站構造
採用簡易式車站運作的地面車站，月台中央設有一座有蓋候車亭。
月台前、後端均設有無障礙出入口，向弘前一端更設有簡易式站房，但只能連接至旁邊弘前市運動公園，亦只限運動公園舉行活動時，才會因應情況而加派車站職員在站房內當值及處理車票事宜，一般時間則全為無人站；至於靠向黑石一端，由於設有平交道橫過路軌至車站對面的區域，因此較多人使用。
開站初期，只使用弘前方的出入口；黑石方的斜道出口是被欄竿所封閉，月台上的候車亭、平交道及位於月台對面的單車停泊處也未有建成；但隨着這部份的區域開發，此出入口才投入使用。

## 月台配置
現時只設有1個側式月台，但從路基的痕跡顯示，本站應預留有用作交換路軌設施的位置。
列車靠站時，往弘前方向為右側上落，往黑石方向為左側上落。
| 路線    | 方向 | 目的地   |
| ------- | ---- | -------- |
| ■弘南綫 | 上行 | 弘前方向 |
| ■弘南綫 | 下行 | 黑石方向 |

## 歷史
- 1977年9月10日：車站啟用。
- 2023年4月12日：增設車站編號[4]。

## 車站周邊
- 弘前市體育公園前（日语：弘前市體育公園前）
  - 青森縣武道館（日语：青森県武道館）
  - 弘前市運動公園棒球場（日语：弘前市運動公園野球場）
  - Sunlife弘前
- 弘前市立豐田小學（日语：弘前市立豊田小学校）
- Office Arcadia
  - 弘前醫療福祉大學（日语：弘前医療福祉大学）
  - 弘前中風緊急醫療中心

## 巴士路線
- 弘南巴士（日语：弘南バス）
  - 城東安原線
    - Arcadia入口、安原入口方向 前往MaxValu安原店
    - Arcadia入口、川先南口、小比內團地、城東中央4丁目、弘前站城東出口方向 前往櫻野弘前店

## 相鄰車站
弘南鉄道
 ■弘南線
弘前東高中前（KK02）－體育公園前前（KK03）－新里（KK04）

## 外部連結
- 體育公園前站 （页面存档备份，存于）（日語） （各站資訊） - 弘南鐵道

| 1日上落車人次 | 1日上落車人次 |
| 年度          | 1日平均人次   |
| ------------- | ------------- |
| 2011年        | 182           |
| 2012年        | 194           |
| 2013年        | 212           |
| 2014年        | 198           |
| 2015年        | 200           |
| 2016年        | 191           |
| 2017年        | 247           |
| 2018年        | 129           |
| 2019年        | 136           |
| 2020年        | 212           |
| 2021年        | 179           |
| 2022年        | 112           |

1. ↑  国土数値情報(駅別乗降客数データ)  （页面存档备份，存于）（日語） - 國土交通省，2019年7月2日參閲
2. ↑  国土数値情報(駅別乗降客数データ)  （页面存档备份，存于）（日語） - 統計情報研究，2024年7月15日參閲